# Casa de Justicia
Casa de Justicia  (en georgiano: იუსტიციის სახლი)  es una agencia del gobierno de Georgia que brinda una variedad de servicios públicos, incluidos los servicios de la Agencia de Registro Civil, la Agencia Nacional de Registro Público, los Archivos Nacionales , la Oficina Nacional de Ejecución y la Cámara de Notarios de Georgia. Los servicios están disponibles en los pasillos de servicio público en todo el país. Actualmente, la Casa de Justicia se esfuerza por brindar hasta 400 servicios en la ubicación principal en Tbilisi.

## Estructura
Los consumidores en la entrada de la Casa de Justicia son recibidos por los consultores de servicios, que los ponen en el camino correcto con respecto a su tema conveniente y dirigirlos a las personas pertinentes. El edificio se divide en 3 áreas principales: Espacio de autoservicio, espacio de servicio rápido, y el espacio de servicio largo.

### Espacio de autoservicio
Los sistemas automatizados se colocan en el área de autoservicio. Los consumidores pueden recibir diversos servicios, como por ejemplo, extraer el registro de la propiedad o negocio, la foto biométrica para DNI y pasaporte, retiro de efectivo en los cajeros automáticos, la realización de pagos a distancia a través de las cajas de pago, etc.

### Espacio de servicio rápido
En el Área de Atención Rápida, los consumidores pueden recibir los servicios cuya duración no exceda los 2 minutos. Por ejemplo, expedición de DNI y Pasaportes ya impresos, Partidas de Nacimiento y Matrimonio, Documentos certificados por apostillado o legalización, Extractos de registro de la propiedad y mercantil, etc.

### Espacio de servicio prolongado
En el Área de Servicio prolongado, los consumidores pueden recibir los servicios cuya entrega requiere más de 5 minutos, como la presentación de solicitudes de Pasaporte, cédulas de identidad, registro de propiedad y comercio, recepción de certificados biográficos del Archivo, etc. Tal división del área de servicio minimiza el riesgo de creación de colas masivas, abarrotadas y caóticas en el área de servicio y hace que los ciudadanos estén más organizados y la cola de clientes que desean recibir servicios se regula a través del Sistema Electrónico de Gestión de Colas integrado.

## Servicios más demandados
- Tarjeta de identificación
- Registro de Matrimonio
- Pasaporte
- Registro de Nacimiento
- Registro de Propiedad

## Sucursales
Casas de Justicia se han abierto en varias ciudades de Georgia:
- Batumi
- Kutaisi
- Mestia
- Rustavi
- Ozurgeti
- Gurjaani
- Akhaltsikhe
- Telavi
- Marneuli
- Kvareli
- Tiflis
- Gori

En 2013 van a abrir en:
- Zugdidi
- Poti
- Miskheta

## Premios
- Winner of New Georgian Brand of 2011[1]
- UN Public Service Award 2012 winner in the nomination of  Improvement of Public Service Delivery[2]